# Kossobudy
Kossobudy – wieś sołecka w Polsce położona w województwie mazowieckim, w powiecie płońskim, w gminie Raciąż.
| SIMC    | Nazwa               | Rodzaj    |
| ------- | ------------------- | --------- |
| 1057083 | Kossobudy-Baranówka | część wsi |
| 0123642 | Kossobudy-Zalesie   | część wsi |

W latach 1975–1998 miejscowość administracyjnie należała do województwa ciechanowskiego.